# Serpente
As serpentes, também chamadas ofídios, cobras, mbois, mboias e malacatifas, são répteis poiquilotérmicos (ou pecilotérmicos) sem patas, pertencentes à subordem Serpentes, ou Ophidia. São bastante próximos dos lagartos, com os quais partilham a ordem Squamata.
Há também várias espécies de lagartos sem patas (como, por exemplo, o licranço ou cobra-de-vidro) que se assemelham às cobras, sem estarem relacionados com estas, no entanto.
A atração pelas serpentes é chamada de ofidiofilia. A repulsão é chamada de ofidiofobia. O estudo dos répteis e anfíbios chama-se herpetologia (da palavra grega herpéton, que significa "aquilo que rasteja" - em especial, serpentes).

## Etimologia
"Cobra" vem do termo latino colubra. "Serpente" vem do termo latino serpente. "Mboi" e "mboia" vêm do termo tupi mboîa, "cobra".

## Evolução
Há duas ideias concorrentes e ferozmente contestadas sobre a transição de lagartos para cobras. A primeira diz que as cobras evoluíram no oceano, e só mais tarde recolonizaram a terra. Esta hipótese depende da estreita relação entre cobras e répteis marinhos extintos chamados mosassauros.
A segunda hipótese diz que as cobras evoluíram de lagartos escavadores, que estendiam seus corpos e perderam seus membros para melhor escorregar no seu caminho através do solo. Nesta versão, cobras e mosassauros evoluíram ambos de forma independente a partir de um ancestral arrastador de terra, provavelmente algo parecido com um lagarto monitor. Descrito em 2015, um pequeno espécime com um corpo sinuoso longo, da formação brasileira Crato, Tetrapodophis amplectus, apoia a última ideia. Além disso, as comparações entre tomografias computadorizadas de fosseis e répteis modernos indicam que as cobras perderam suas pernas quando seus ancestrais evoluíram para viver e caçar em tocas.
Embora existam alguns pesquisadores que acreditam que as serpentes estão mais profundamente relacionadas a lagartos varanoides, não há uma identificação mais clara sobre qual seria o grupo de varanoide mais relacionado evolutivamente. Eles também acreditam que os grupos de lagartos varanoides mais provavelmente relacionados com  serpentes são os das famílias Lantanotidae e Mossassauridae.

## Biologia

### Esqueleto
O esqueleto da maioria das serpentes consiste apenas do crânio, maxilares, coluna vertebral e costelas.
A coluna vertebral possui aproximadamente entre 200 e 400 (ou mais) vértebras. Destas, em torno de 20% (às vezes menos) são da cauda e não possuem costelas. Já as vértebras do corpo possuem, cada uma, duas costelas articuladas a elas. As vértebras também possuem projeções às quais se fixam os fortes músculos que as serpentes usam para se locomover.

### Pele

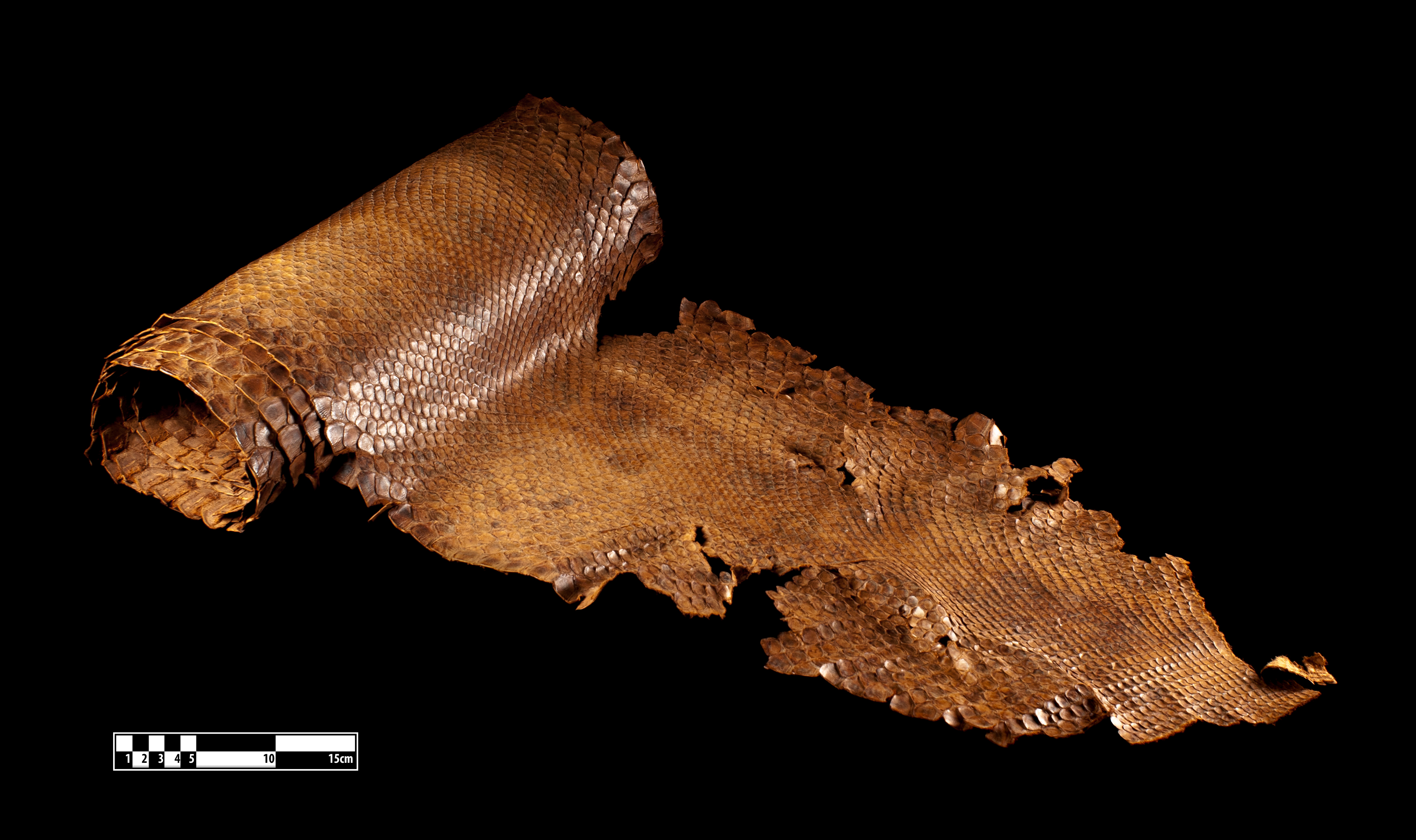
Artefato de pele de cobra em expossição no MAV/USP.

A pele das cobras é coberta por escamas. As escamas do corpo podem ser lisas ou granulares. As suas pálpebras são escamas transparentes que estão sempre fechadas. Elas mudam a sua pele periodicamente (em um processo conhecido como ecdise ou muda). Pensa-se que a finalidade primordial desta é remover os parasitas externos. Esta renovação periódica tornou a serpente num símbolo de saúde, como por exemplo no símbolo da medicina (o bastão de Esculápio). Nos Caenophidia, as escamas ventrais e as fileiras largas de escamas dorsais correspondem às vértebras, permitindo que os cientistas contem as vértebras sem ser necessária a dissecação.

### Sentidos
A visão das serpentes não é particularmente notória (geralmente sendo melhor na espécie arborícola e pior na espécie terrestre), o que não impede a detecção do movimento. Para além dos seus olhos, algumas serpentes (crotalíneos - ou cobras-covinhas - e pítons) têm receptores infravermelhos sensíveis em sulcos profundos chamados de fossetas que lhes permite sentir o calor emitido pelos corpos. Isto é extremamente útil em lugares com pouca luminosidade. Como as serpentes não têm orelhas externas, a audição consegue apenas detectar vibrações, mas este sentido está extremamente bem desenvolvido. A maioria das serpentes usa a sua língua bifurcada para captar partículas de odor no ar e enviá-las ao chamado órgão de Jacobson, situado na sua boca, para examiná-las. A bifurcação na língua dá à serpente algum sentido direccional do cheiro.

### Órgãos internos
O pulmão esquerdo é muito pequeno ou mesmo ausente, uma vez que o corpo em forma tubular requer que todos os órgãos sejam compridos e estreitos. Para que caibam no corpo, só um pulmão funciona. Além disso muitos dos órgãos que são pares, como os rins ou órgãos reprodutivos estão distribuídos ao longo do corpo de modo que um esteja à frente do outro, sendo um exemplo de excepção da simetria bilateral .

## Comportamento

### Alimentação
Todas as serpentes são carnívoras, comendo pequenos animais (incluindo lagartos e outras cobras), aves, ovos ou insetos. Algumas cobras têm peçonha para matar as suas presas antes de as comerem. Outras matam as suas presas por constrição. As cobras não mastigam quando comem, elas possuem uma mandíbula flexível, cujas duas partes não estão rigidamente ligadas. Isso se dá graças ao osso quadrado que funciona como uma peça de encaixe, que quando necessário desarticula sua mandíbula para se adaptar ao tamanho de sua presa (ao contrário da crença popular, elas não desarticulam as suas mandíbulas), assim como numerosas outras articulações do seu crânio, permitindo-lhes abrir a boca de forma a engolir toda a sua presa, mesmo que ela tenha um diâmetro maior que a própria cobra.

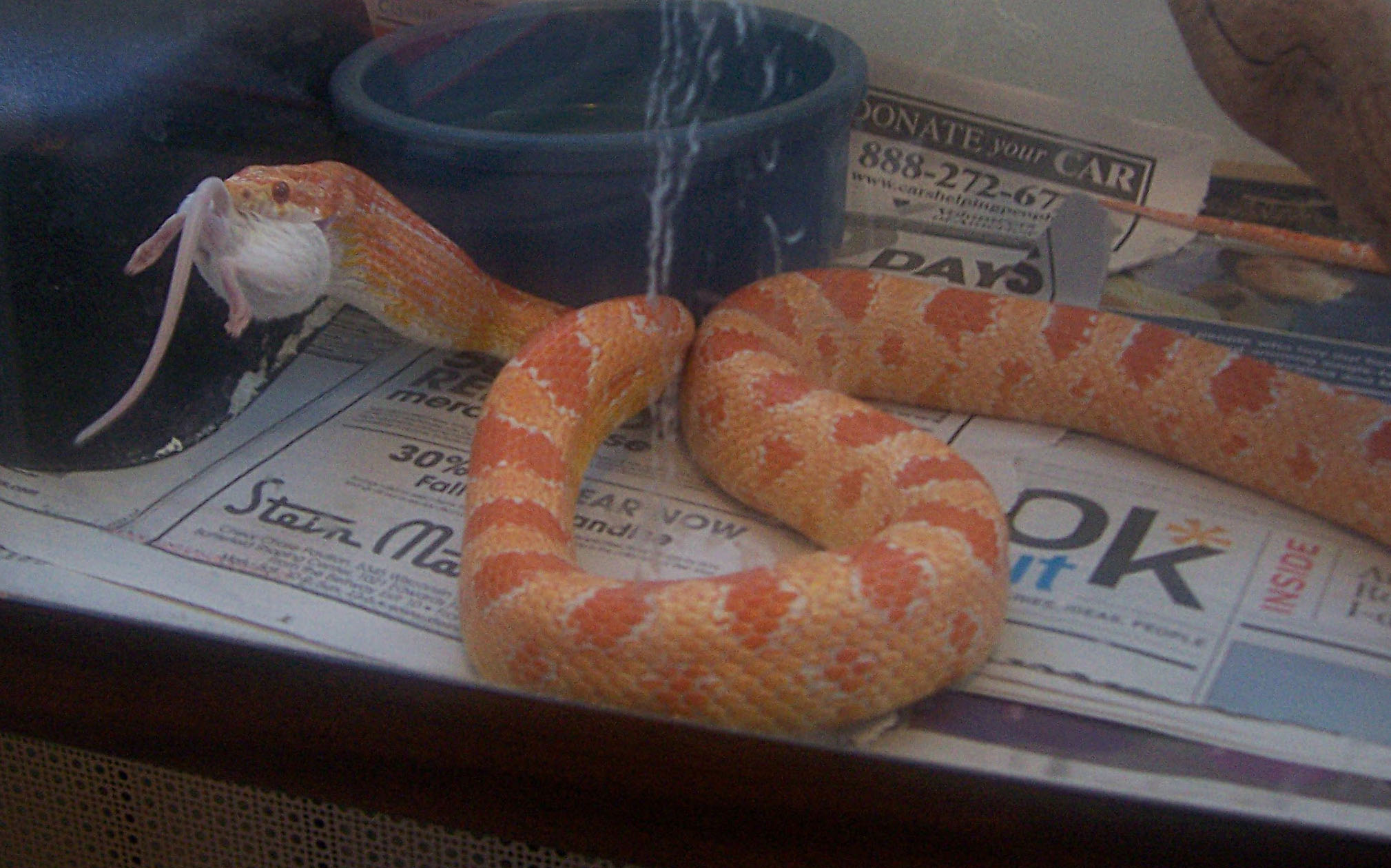
Serpente da espécie Pantherophis guttatus a engolir um rato.

As cobras ficam entorpecidas, depois de comerem, enquanto decorre o processo da digestão. A digestão é uma atividade intensa e, especialmente depois do consumo de grandes presas, a energia metabólica envolvida é tal que na Crotalus durissus, a cascavel mexicana, a sua temperatura corporal pode atingir 6 graus acima da temperatura ambiente. Por causa disto, se a cobra for perturbada, depois de recentemente alimentada, irá provavelmente vomitar a presa para tentar fugir da ameaça. No entanto, quando não perturbada, o seu processo digestivo é altamente eficiente, dissolvendo e absorvendo tudo excepto o pelo e as garras, que são expelidos junto com o excesso de ácido úrico.
Normalmente, as serpentes não costumam atacar seres humanos, mas há relatos envolvendo serpentes grandes, como pythons. Apesar de serem dóceis, existem algumas espécies particularmente agressivas, mesmo assim, a maioria não ataca seres humanos, a menos que sejam assustadas ou molestadas, preferindo evitar este contato.

### Locomoção

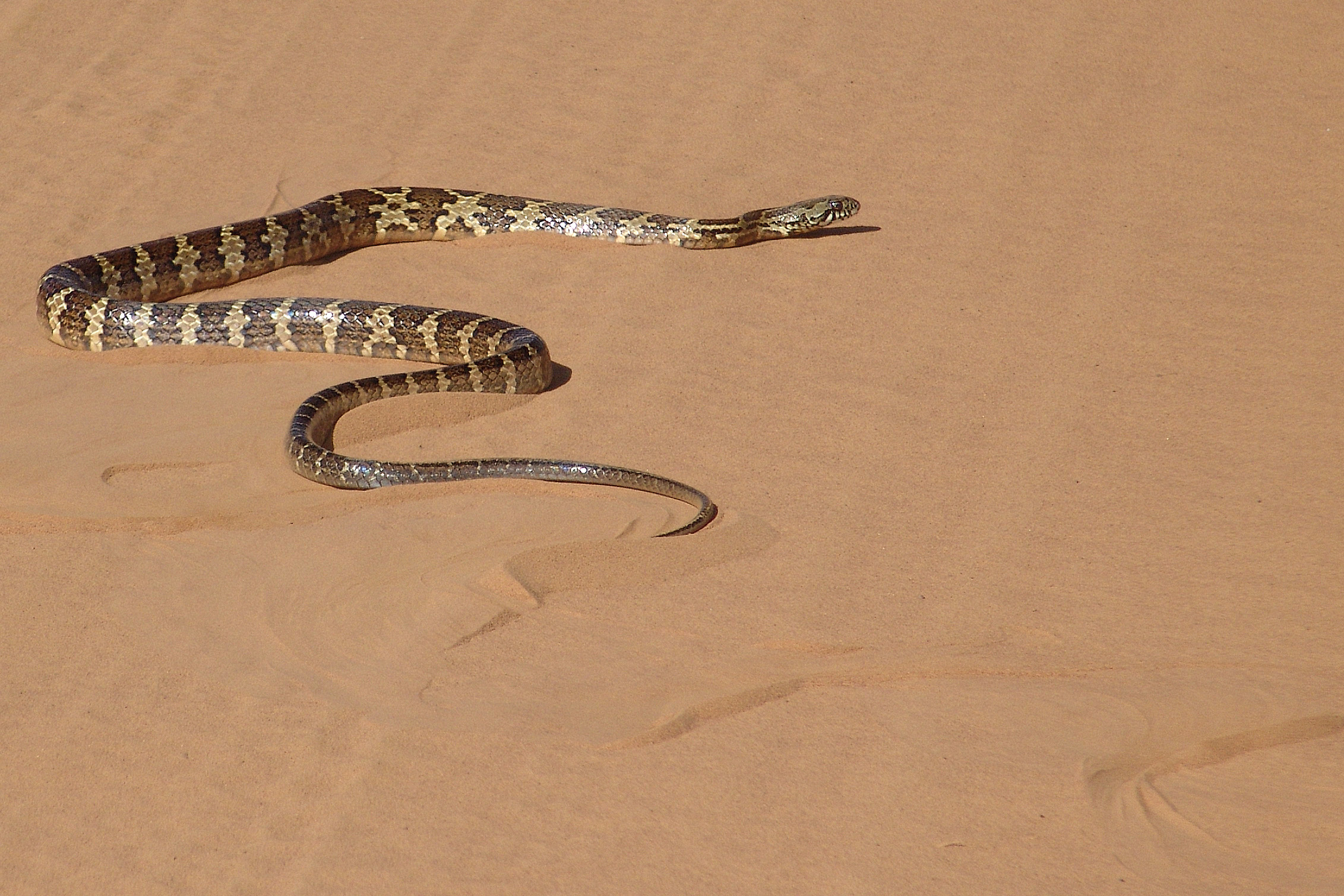
Jararacuçu-do-brejo se locomovendo na areia da estrada (comprimento 2 metros).

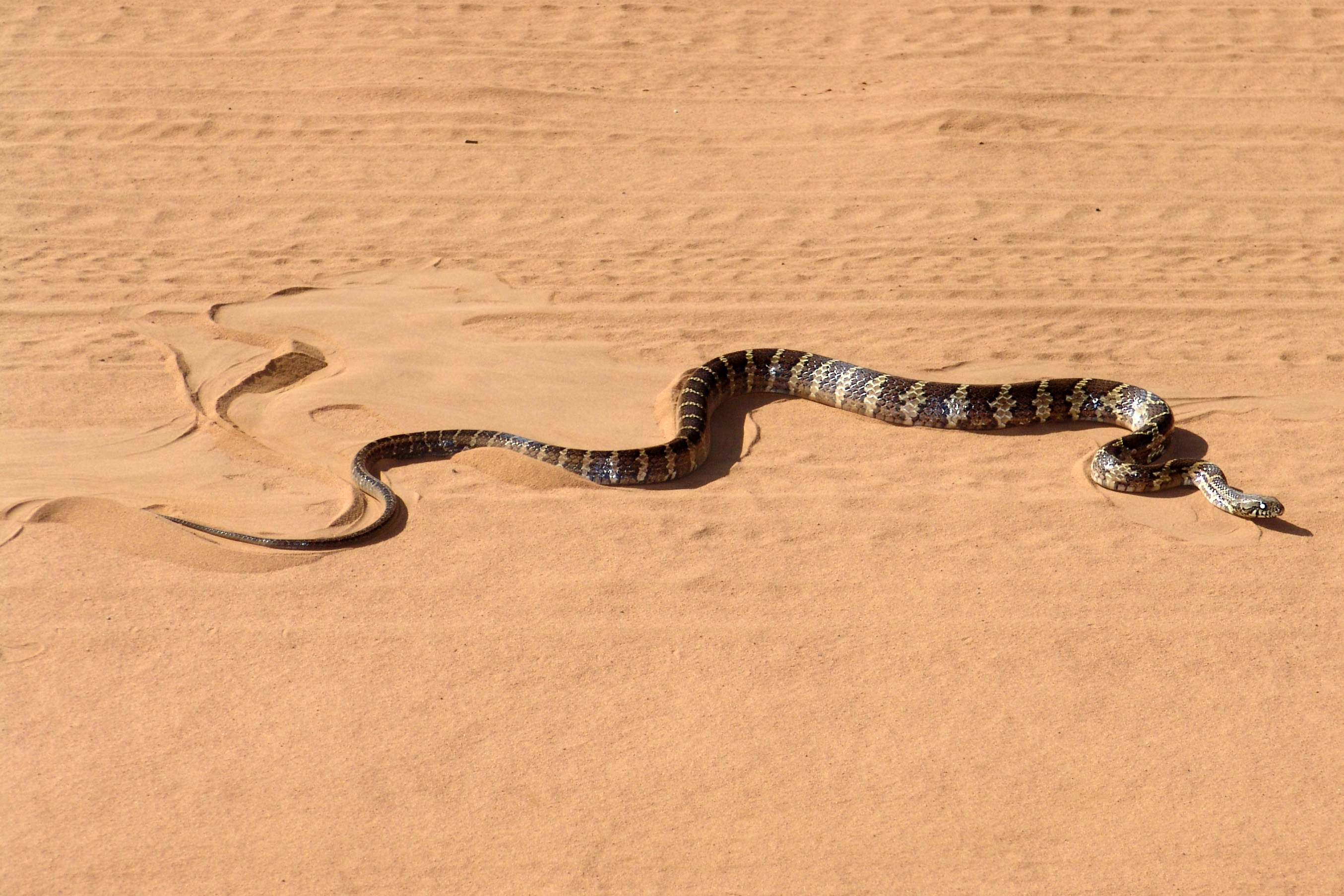
Jararacuçu-do-brejo, sequencia da locomoção.

As cobras usam quatro métodos de locomoção que lhes permitem uma mobilidade substancial mesmo perante a sua condição de "répteis sem pernas".
Todas as serpentes têm a capacidade de ondulação lateral, em que o corpo é ondulado de lado e as áreas flexionadas propagam-se posteriormente, dando a forma de uma onda de seno propagando-se posteriormente.
Além disto, as serpentes também são capazes do "movimento de concertina", ou "movimento de sanfona". Este método de movimentação pode ser usado para trepar em árvores ou atravessar pequenos túneis. No caso das árvores, o tronco é agarrado pela parte posterior do corpo, ao passo que a parte anterior é estendida. A porção anterior agarra o tronco em seguida e a porção posterior é propelida para a frente. Este ciclo pode ocorrer em várias secções da cobra simultaneamente (este método originou a afirmação errônea de que as cobras "andam nas próprias costelas"; na verdade, as costelas não movem para frente e para trás em nenhum dos 4 tipos de movimento). No caso de túneis, em vez de se agarrar, o corpo comprime-se contra as paredes do túnel criando a fricção necessária para a locomoção, mas o movimento é bastante semelhante ao anterior.
Outro método comum de locomoção é locomoção retilínea, em que uma cobra se mantém recta e se propele como se de uma mola se tratasse, usando os músculos da sua barriga. Este método é usado normalmente por cobras muito grandes e pesadas, como pítons e víboras.
No entanto, o mais complexo e interessante método de locomoção é o zigue-zague, uma locomoção ondulatória usada para atravessar lama ou areia solta.
Nem todas as serpentes são capazes de usar todos os métodos. A velocidade máxima conseguida pela maioria das cobras é de 13 km/h, mais lento que um ser humano adulto a correr, excepto a mamba-negra, que pode atingir até 20 km/h.
Nem todas as serpentes vivem em terra; serpentes marítimas vivem em mares tropicais pouco profundos.

### Reprodução
As serpentes usam um vasto número de modos de reprodução. Todas usam fertilização interna, conseguida por meio de hemipénis bifurcados, que são armazenados invertidamente na cauda do macho. A maior parte das serpentes põe ovos e a maior parte destas abandona-os pouco depois de os pôr; no entanto, algumas autores entendem que essas espécies são ovovivíparas e retém os ovos dentro dos seus corpos até estes se encontrarem prestes a eclodir.
Recentemente, foi confirmado que várias espécies de cobras desenvolvem os seus descendentes completamente dentro de si, nutrindo-os através de uma placenta e um saco amniótico. A retenção de ovos e os partos ao vivo são normalmente, mas não exclusivamente, associados a climas frios, sendo que a retenção dos descendentes dentro da fêmea permite-lhe controlar as suas temperaturas com maior eficácia do que se estes se encontrassem no exterior.

## Classificação

### Subordem Serpentes (Ophidia)

#### Superfamília Typhlopoidea (Scolecophidia)
- Família Anomalepididae
- Família Typhlopidae (Cobras cegas)
- Família Leptotyphlopidae /Glauconiidae

#### Superfamília Henophidia (Boidae)
- Família Aniliidae /Ilysiidae: falsa-coral brasileira
- Família Anomochilidae: Anomochilus
- Família Boidae: jibóias
- Família Pythonidae: pítons
- Família Bolyeridae:
- Família Cylindrophiidae
- Família Loxocemidae: jiboia-mexicana
- Família Tropidophiidae
- Família Ungaliophiidae (boas anãs)
- Família Uropeltidae

#### Superfamília Xenophidia (Colubroidea =  Caenophidia)
- Família Acrochordidae
- Família Atractaspididae
- Família Colubridae
- Família Elapidae: coral-verdadeira
- Família Hydrophiidae: cobra-do-mar
- Família Viperidae: víboras

## Serpentes peçonhentas

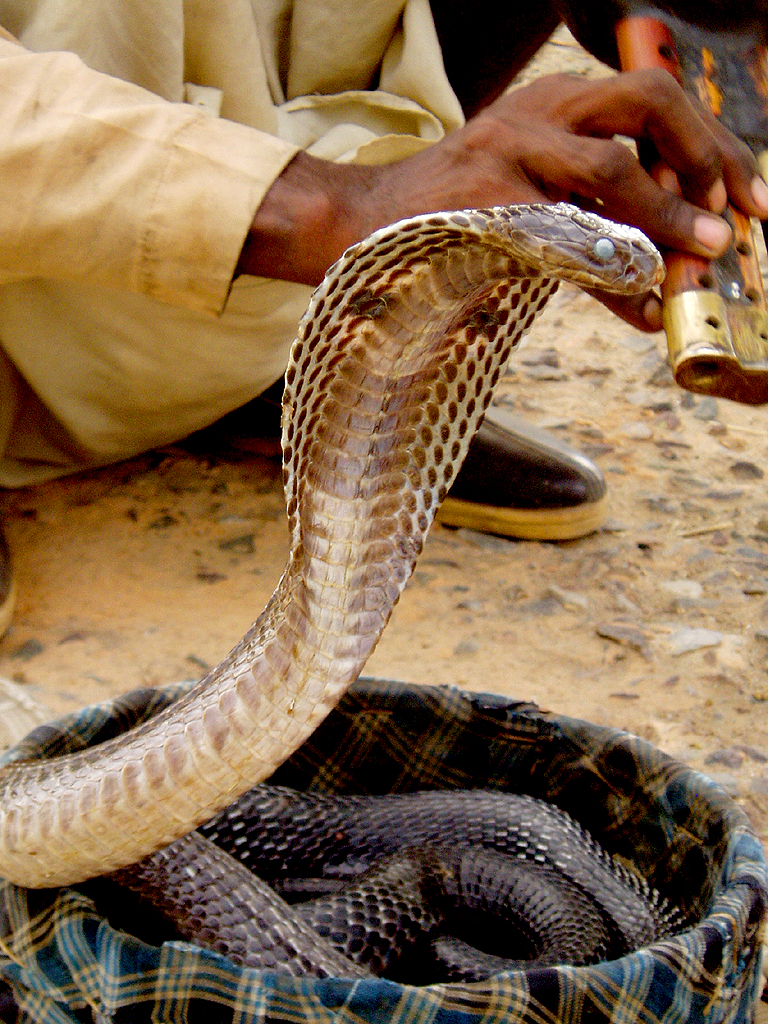
Cobra em posição de ataque

Embora apenas um quarto das serpentes sejam peçonhentas - é vulgar chamar erradamente venenosos aos animais que injetam sua toxina -, muitas das espécies são letais aos humanos. Estas serpentes letais são geralmente agressivas e sua peçonha pode matar um adulto saudável, se este não for devidamente tratado no período de algumas horas.
As cobras venenosas são classificadas em quatro famílias taxonómicas:
Família Elapidae:
- Representantes Notáveis:

Cobra-coral (Micrurus spp.): Encontrada nas Américas, é conhecida por sua coloração listrada e veneno potente.
Cobra-de-capelo (Naja spp.): Encontrada na África e Ásia, incluindo a cobra-rei, é uma das serpentes mais venenosas do mundo.
- Áreas de Ocorrência: Essas serpentes podem ser encontradas em várias partes do mundo, dependendo da espécie, mas são mais comuns em regiões tropicais e subtropicais.

Família Viperidae:
- Representantes Notáveis:

Cascavel (Crotalus spp.): Encontrada nas Américas, é conhecida pelo chocalho na ponta da cauda e veneno potente.
Víbora comum (Vipera berus): Encontrada na Europa, possui veneno hemotóxico e é a única víbora nativa da Grã-Bretanha.
- Áreas de Ocorrência: As víboras e cascavéis são encontradas em várias partes do mundo, especialmente nas Américas e na Eurásia.

Família Colubridae:
- Representantes Notáveis:

Cobra-d'água (Natrix spp.): Encontrada em várias partes do mundo, é conhecida por seu comportamento aquático.
Cobra-do-milho (Pantherophis guttatus): Originária da América do Norte, é uma espécie popular em cativeiro.
- Áreas de Ocorrência: Serpentes da família Colubridae são amplamente distribuídas em todos os continentes, exceto na Antártida.

Família Hydrophiidae:
- Representantes Notáveis:

Cobra-marinha-de-cabeça-chata (Acanthophis spp.): Encontrada em regiões costeiras do Sudeste Asiático e da Austrália.
Cobra-marinha-preta (Hydrophis atriceps): Encontrada no Pacífico e no Oceano Índico.
- Áreas de Ocorrência: Essas serpentes são encontradas em águas tropicais e subtropicais ao redor do mundo.

As serpentes mais perigosas para os seres humanos geralmente pertencem às famílias Elapidae e Viperidae, devido à potência de seus venenos e à frequência de encontros com humanos em suas áreas de ocorrência. No entanto, é importante observar que muitas serpentes são tímidas e evitam o contato humano sempre que possível. Em áreas onde essas serpentes são comuns, é essencial tomar precauções ao explorar a natureza, como usar roupas adequadas e evitar tocar ou provocar serpentes desconhecidas. Em caso de picada, é fundamental procurar assistência médica imediatamente.

### USO DA PEÇONHA
As serpentes peçonhentas, apesar de serem criaturas potencialmente perigosas devido ao veneno que produzem, também têm um valor significativo na área farmacêutica. Suas toxinas, quando estudadas e utilizadas de forma controlada, podem ter aplicações benéficas para o desenvolvimento de medicamentos e tratamentos. 
Aqui estão algumas maneiras pelas quais as serpentes peçonhentas podem ser úteis na farmácia:
Pesquisa de Antídotos: A pesquisa de antídotos é uma das aplicações mais diretas e críticas do veneno de serpentes. O veneno de serpentes peçonhentas pode ser altamente letal, e o desenvolvimento de antídotos é fundamental para salvar vidas. Cada espécie de serpente possui um tipo específico de veneno, e a pesquisa visa entender suas composições químicas para criar antídotos eficazes.
Exemplo: O antídoto para picadas de serpentes coral é produzido a partir do veneno de serpentes coral, que contém neurotoxinas. O antídoto é desenvolvido através da extração e purificação das toxinas, permitindo a neutralização dos efeitos do veneno.
Medicamentos Analgésicos: Alguns venenos de serpentes contêm peptídeos com propriedades analgésicas. Isso levou à pesquisa sobre o desenvolvimento de analgésicos mais eficazes para tratar a dor crônica, muitas vezes proporcionando alívio onde outros medicamentos falham.
Exemplo: O peptídeo da mamba-negra é conhecido por suas propriedades analgésicas. Cientistas estudaram sua estrutura para criar um medicamento que alivia a dor sem os efeitos colaterais dos analgésicos tradicionais.
Medicamentos Cardíacos:Toxinas de serpentes podem afetar o sistema cardiovascular, o que é útil para a pesquisa de medicamentos que tratam condições cardíacas, como hipertensão e arritmias. Alguns componentes do veneno podem atuar como vasodilatadores ou bloqueadores de canais de íons.
Exemplo: Captopril, um medicamento usado para tratar a hipertensão, foi desenvolvido com base em um componente do veneno da jararaca.
Pesquisa em Neurologia: O veneno de serpentes contém neurotoxinas que afetam o sistema nervoso. O estudo dessas toxinas é fundamental na pesquisa de tratamentos para distúrbios neurológicos, como a doença de Alzheimer e a esclerose múltipla.
Exemplo: O veneno da cobra-marrom é uma fonte de neurotoxinas que podem ser usadas para estudar a função neurológica e potencialmente ajudar no desenvolvimento de tratamentos para doenças neurodegenerativas.
Pesquisa em Doenças Autoimunes: Algumas toxinas de serpentes têm propriedades imunossupressoras. Isso pode ser relevante para o desenvolvimento de medicamentos que tratam doenças autoimunes, onde o sistema imunológico ataca o próprio corpo.
Exemplo: O componente da toxina da cobra Naja haje pode ser estudado para desenvolver tratamentos para doenças autoimunes, como a artrite reumatoide.
Estudos em Hematologia: O veneno de serpentes pode afetar a coagulação do sangue. Pesquisas nessa área podem levar ao desenvolvimento de medicamentos para tratar distúrbios de coagulação, como a hemofilia.
Exemplo: A hirudina, um anticoagulante utilizado para prevenir coágulos sanguíneos, foi originalmente obtida de sanguessugas, mas sua pesquisa envolveu a análise de venenos de serpentes.
Pesquisa em Câncer: Algumas toxinas de serpentes são estudadas por seu potencial na pesquisa do câncer. Elas podem ajudar na compreensão dos mecanismos de crescimento de células cancerígenas e no desenvolvimento de tratamentos direcionados.
Exemplo: A calicreína, uma enzima presente no veneno da cascavel, é objeto de estudo na pesquisa do câncer de mama.
Desenvolvimento de Medicamentos de Precisão: A pesquisa com venenos de serpentes pode contribuir para a criação de medicamentos mais direcionados e personalizados, que têm como alvo especificamente os processos biológicos envolvidos em doenças específicas.
Exemplo: Estudos sobre a proteína PLA2, encontrada em muitos venenos de serpentes, podem ajudar a desenvolver medicamentos de precisão para doenças inflamatórias.